# Oestropsyche vitrina
Oestropsyche vitrina är en nattsländeart som först beskrevs av Hagen 1859.  Oestropsyche vitrina ingår i släktet Oestropsyche och familjen ryssjenattsländor. Inga underarter finns listade i Catalogue of Life.